# 性腺機能亢進症
性腺機能亢進症（Hypergonadism）は、性腺の機能が亢進している状態である。性的発達に重要なホルモンであるテストステロンやエストロゲンの濃度が異常に高いことが原因であり、思春期早発症として現れる事がある。場合によっては、悪性の腫瘍が原因となる場合もあるが、良性の場合が殆どである。また、蛋白同化ステロイドがアンドロゲンとエストロゲンの機能活性を高くする主な原因となる場合もある。症状としては、思春期早発症、思春期の急激な成長、高いリビドー、面皰、過剰な毛深さ等が考えられる。